# Кафе «Біла акула»

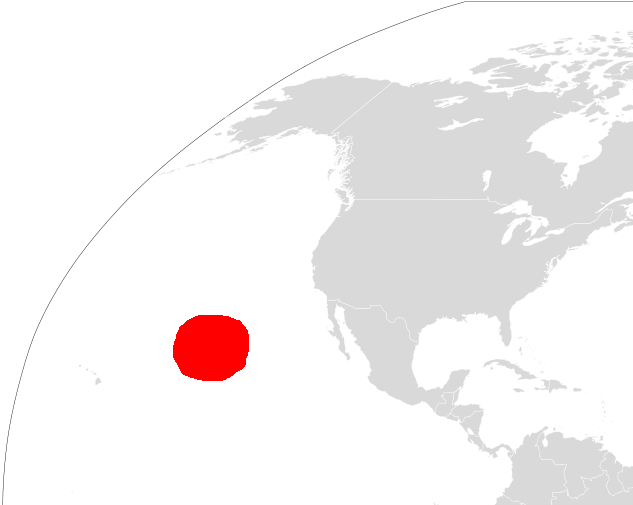
Кафе «Біла акула» між Нижньою Каліфорнією та Гаваями

Кафе «Біла акула» — це віддалений район у середині Тихого океану, відомий як місце проживання великих білих акул взимку та навесні.
Територія, розташована на півдорозі між Нижньою Каліфорнією та Гаваями, отримала свою неофіційну назву в 2002 році від дослідників з морської станції Гопкінса Стенфордського університету, які вивчали великих білих акул за допомогою супутникових міток відстеження. Вони визначили зону радіусом приблизно 250 кілометрів з центром приблизно 23°22′ пн. ш. 132°43′ зх. д. / 23.37° пн. ш. 132.71° зх. д. Висновки, які спочатку були опубліковані в номері журналу Nature за 3 січня 2002 року, показали, що три з чотирьох мічених акул прибули до кафе протягом шести місяців після того, як їх помітили біля центрального узбережжя Каліфорнії.
Хоча раніше ця територія не вважалася ареалом проживання акул, під час картографування даних супутникового відстеження дослідники виявили, що представники цього виду часто подорожують у цю територію та тиняються в ній. Раніше вважалося, що в цій місцевості дуже мало їжі для тварин (дослідники описували її як акулу, еквівалентну пустелі), але дослідження на початку 2018 року, проведене судном Falkor, показали, що тут багато різноманітної їжі, розташованої надто глибоко, щоб її могли виявити супутники, що забезпечує потенційно рясний запас їжі для акул. Там були відстежені самці, самки та молодняк великих білих акул.
Акули, відстежені в цьому районі, прийшли з різних лежбищ уздовж узбережжя Північної Америки. Зазвичай вони прибували до 100 днів, подорожуючи приблизно 1 м/c, під час яких вони періодично занурюються на глибину до 910 м. Перебуваючи в кафе, вони пірнають на глибину 460 м раз на десять хвилин.
До 2006 року дослідники спостерігали постійну міграцію та іншу поведінку. Дані відстеження показують, що взимку білі акули залишають місця годівлі поблизу узбережжя, подорожують до кафе, а деякі навіть можуть проводити літо поблизу Гаваїв. Але багато хто затримується в кафе, часто місяцями, перш ніж повернутися на узбережжя восени, що збігається з сезоном розмноження морських слонів (улюбленої здобичі).